# Alarm-Klasse
Die Alarm-Klasse war eine Klasse von elf Torpedokanonenbooten der britischen Marine, die von 1893 bis 1920 in Dienst stand.

## Geschichte
Die Alarm-Klasse wurde 1889 von Sir William White als verbesserte Ausführung der vorangehenden Sharpshooter-Klasse entworfen. Die Boote hatten eine Länge von 242 ft (73,81 m) über alles, eine Breite von 27 ft (8,23 m) und verdrängten 810 tn. l. Angetrieben wurden die zehn Boote des Admiralitätsentwurfs durch zwei senkrechtstehende Dreifach-Expansionsmaschinen von 3500 PSi. Den Dampf für die Maschinen je zwei Lokomotivkessel und sie wirkten auf zwei Schrauben. Mit dem damals verbreiteten künstlichen Zug gaben die Maschinen den Booten eine Höchstgeschwindigkeit von bis zu 18,7 Knoten (kn) (34,6 km/h). Allerdings hatten die meisten Boote Schwierigkeiten, diese Geschwindigkeit tatsächlich zu erreichen. Die Boote verfügten über einen Kohlenvorrat von 100 bis 160 tn. l. und hatten eine Besatzung von 91 Mann.
Von den zehn Booten, die nach dem Admiralitätsentwurf gefertigt wurden, entstanden vier auf der Staatswerft in Sheerness und auf der in Portsmouth die Antelope. Mit dem Bau der anderen fünf Boote wurden die Privatwerften Laird Brothers in Birkenhead und Barrow Shipbuilding beauftragt. Dazu wurde der Klasse noch die Speedy zugerechnet, die bei John I. Thornycroft in Chiswick nach einem Werksentwurf entstand. Dieses Boot hatte eine abweichende Antriebsanlage mit Wasserrohrkesseln der Bauwerft und drei Schornsteine. Sie war das einzige Torpedokanonenboot der Royal Navy, das eine Geschwindigkeit von über 20 kn erreichte.

### Bewaffnung
Fertiggestellt wurden die Boote mit zwei 4,7-inch (12 cm)- Schnellfeuerkanonen, vier 3-pounder-(47-mm-)Hotchkiss-Kanonen und einem Gardner-Maschinengewehr. Niger gehörte zu den Booten der Klasse, die Torpedorohre vom Kaliber 18 Zoll erhielten. Sie verfügte wie die ebenfalls in Barrow gebauten Jason und Jaseur sowie Onyx von Laird und Speedy von Thornycroft über ein starres Rohr im Bug und zwei schwenkbare Einzelrohre an den Bootsseiten. Die anderen sechs Boote der Klasse erhielten fünf Torpedorohre vom Kaliber 14 Zoll. Ein starres Bugrohr und zwei schwenkbare Zwillingssätze an den Bootsseiten; für diese wurden drei Torpedos zum Nachladen mitgeführt.
Wie ihre Schwesterschiffe kam das „torpedo gunboat“ gleichzeitig mit den ersten „torpedo boat destroyers“ (siehe HMS Havock) in Dienst, die sich als schneller und besser geeignet erwiesen, um die Schlachtflotte zu begleiten und gegen feindliche Torpedoboote zu schützen.

## Einheiten
| Name                | Werft                                  | Kiellegung          | Stapellauf          | Indienststellung    | Verbleib |
| Admiralitätsentwurf | Admiralitätsentwurf                    | Admiralitätsentwurf | Admiralitätsentwurf | Admiralitätsentwurf | Admiralitätsentwurf                                                                                               |
| ------------------- | -------------------------------------- | ------------------- | ------------------- | ------------------- | --- |
| Jason               | Barrow Shipbuilding, Barrow-in-Furness | 7. September 1891   | 14. Mai 1892        | 11. Juli 1893       | ab 1909 Verwendung als Minensuchboot, am 7. April 1917 nach Minentreffer gesunken                                 |
| Circe               | Sheerness Dockyard, Sheerness          | 11. Januar 1890     | 14. Juni 1892       | 11. Februar 1893    | ab 1909 Verwendung als Minensuchboot, im Juli 1920 zum Abbruch verkauft                                           |
| Hebe                | Sheerness Dockyard, Sheerness          | 11. Januar 1890     | 15. Juni 1892       | 9. Oktober 1894     | Ab 1909 Verwendung als Minensuchboot und ab Mai 1910 als U-Boot-Tender, im Oktober 1919 zum Abbruch verkauft      |
| Onyx                | Laird Brothers, Birkenhead             | 9. Oktober 1891     | 7. September 1892   | Januar 1894         | Ab 1907 Verwendung als U-Boot-Tender, nach Kriegsende in Vulcan II umbenannt, im August 1924 zum Abbruch verkauft |
| Leda                | Sheerness Dockyard, Sheerness          | 25. Juni 1891       | 13. September 1892  | 22. März 1894       | Ab 1909 Verwendung als Minensuchboot, im Juli 1920 zum Abbruch nach Deutschland verkauft                          |
| Alarm               | Sheerness Dockyard, Sheerness          | 25. Juni 1891       | 13. September 1892  | März 1894           | im April 1907 zum Abbruch verkauft                                                                                |
| Jaseur              | Barrow Shipbuilding                    | 24. September 1891  | 24. September 1892  | 13. Februar 1893    | im Juli 1905 zum Abbruch verkauft                                                                                 |
| Renard              | Laird Brothers, Birkenhead             | 26. Oktober 1891    | 6. Dezember 1892    | Januar 1894         | im April 1905 zum Abbruch verkauft                                                                                |
| Niger               | Barrow Shipbuilding                    | 17. September 1891  | 17. Dezember 1892   | 25. April 1893      | Ab 1909 Verwendung als Minensuchboot, am 11. November 1914 torpediert und gesunken                                |
| Antelope            | Devonport Dockyard, Plymouth           | 21. Oktober 1889    | 12. Juli 1893       | 18. Juli 1894       | Ab August 1910 Verwendung als Hafenschiff, im Mai 1919 zum Abbruch verkauft                                       |
| Werksentwurf        |                                        |                     |                     |                     | |
| Speedy              | Thornycroft, Chiswick                  | 4. Januar 1892      | 18. Mai 1893        | 20. Februar 1894    | Ab 1909 Verwendung als Minensuchboot, am 3. September 1914 nach Minentreffer gesunken                             |